# Saludo Scout
La Seña Scout se hace con la mano derecha, poniendo el dedo pulgar sobre el meñique y alzando los otros tres. Al mismo tiempo se flecta ligeramente el brazo hacia atrás y se ubica la mano a la altura 
hombro, con la palma mirando hacia delante. En muchas Unidades existen otras tradiciones, según la ocasión, sobre la forma de flectar el brazo y la manera de poner la mano, también los scouts acostumbran dar el apretón de manos con la mano izquierda.

## Historia del Saludo Scout
Hay muchas leyendas sobre el origen de esta costumbre. La más convincente proviene de la tradición ashanti cuyos guerreros acostumbraban saludar con la mano derecha para no soltar el escudo protector que llevaban en la mano izquierda, salvo cuando se encontraban con un amigo en quien podían confiar, en cuyo caso se desprendían del escudo y saludaban con la izquierda, en señal que frente a esa persona no tenían temor alguno en quedar desprotegidos, también se saluda con la mano izquierda porque es el brazo que queda más cerca al corazón y porque en esa mano nunca se va a empuñar un arma.

## Las Guerras anglo-ashantis
El de los Ashanti fue uno de los pocos estados Africanos capaces de ofrecer resistencia seria a los imperios Europeos. Entre 1826 y 1896, Gran Bretaña luchó cuatro guerras contra los reyes Ashanti, conocidas como guerras "Anglo-Ashanti". En 1900 los británicos sometieron el reino y lo renombraron cómo la colonia Gold Coast. Una figura de la resistencia contra el colonialismo británico es la líder Yaa Asantewaa.
Un artefacto cultural de los Ashanti con importancia histórica es la sagrada Banca de Oro, la cual solo podía ser tocada por su rey, el Asantehene. En 1900, el gobernador Frederick Hodgson pretendió apropiarse de ella e investigó en dónde se encontraba. La exigió mediante estas palabras: "¿Por qué ahora no estoy sentado en la Banca de Oro? Soy el representante del poder supremo; ¿por qué me relegan?". Sus pretensiones encendieron la resistencia que condujo a las guerras Anglo-Ashantis, de las que fueron protagonistas el rey Ashanti Prempeh y Robert Baden-Powell, conocido por ser el fundador del escultismo mundial.

## Simbolismo del Saludo
La forma de los dedos también tiene cosas simbólicas: el dedo pulgar está arriba del meñique y simboliza que el mayor protege al menor. Los tres dedos que están levantados significan la patria, Dios y la familia;(en algunos países se dice que representan las tres virtudes del scout : lealtad, abnegación y pureza. O también los tres puntos de la promesa scout) debería ser:
- 1.º Dios sobre todas las cosas.
- 2.º La Patria.
- 3.º El Hogar el Núcleo de la Sociedad.

el círculo que queda entre los dedos meñique y el dedo mayor es la unión mundial (o en algunos casos el movimiento Guía/Scout)
Al saludar con las manos, el meñique se abre, para recibir la mano del compañero scout, y al presionar las manos, las mismas quedan trabadas. El dedo meñique (el más pequeño) hace la palanca o fuerza necesaria para impedir que una mano se deslice fácilmente de la otra, significando de esta manera que su compañero no lo va a soltar, que lo acompañará y dará el soporte necesario.

### Historia de Baden Powell sobre el saludo Scout
Cuando Baden Powell (B-P) era capitán del ejército lo mandaron a una guerra llamada anglo-ashantis. Durante ésta, B-P y su ejército estaban luchando con la tribu Ashanti. B-P al ver que había tantos muertos le dijo al jefe de la tribu (Prempeh) que para que no siguieran derramando tanta sangre pelearan ellos 2, Prempeh aceptó y empezaron a luchar, cuando B-P derribó a Prempeh, lo iba a matar, pero se arrepintió y le dio la mano derecha. Prempeh se la rechazó y le extendió la mano izquierda, a B-P le causó curiosidad y le preguntó por qué la mano izquierda y Prempeh le respondió: Porque solo un verdadero guerrero es capaz de quitarse el escudo para saludar a alguien que se merece un verdadero saludo y además es la mano que nunca empuña un arma y es la más cercana al corazón.
Por eso los scout nos saludamos con la mano izquierda.
La explicación es que los guerreros usan el escudo en la mano izquierda y las armas en la mano derecha. Para mostrar que confían en alguien, ponen abajo su escudo y lo saludan con la mano izquierda.
"Cuando el Coronel Baden-Powell entró a la capital de los ashantis en 1896 fue recibido por uno de los jefes. Cuando BP extendió su mano derecha para saludarlo, el jefe dijo: "No, en mi pueblo el más bravo entre los bravos es saludado con la mano izquierda". Y así el apretón de mano izquierda fue adoptado luego por la Hermandad de scouts." En algunos manuales scouts (Ejemplo: "Manual para scouts" editado por la E.S.I., en página 67) se sugiere que este "jefe" ashanti era Prempeh. Sin embargo, William Hillcourt en su detallada biografía de Baden-Powell nos revela que Prempeh nunca se rindió ante BP sino ante el Gobernador Maxwell y nunca extendió su mano sino que se inclinó a los pies de éste, humillándose y diciendo al levantarse: "Quiero la protección de la Reina de Inglaterra". La propia Olave reveló que la información de Lord Rowallan era errónea, según los relatos del propio Baden-Powell. En la obra "Olave Baden-Powell" de Eileen Wade (1971) se afirma que: "El saludo con la mano izquierda, común entre los Scouts y Guías de todo el mundo, es algo particular de este movimiento y posee un origen romántico. El Fundador explicó el saludo mediante el cuento de dos tribus de África que estaban constantemente en guerra. En una ocasión, uno de los líderes, cansado de la situación bélica, se trasladó a los límites de su territorio y, cuando el jefe de la otra tribu apareció, arrojó su escudo y extendió su mano zurda, diciendo que esta era una prueba de su buena voluntad y sus deseos de paz. El otro jefe respondió a su vez estrechando la mano de su enemigo y este saludo pasó a ser recordado como símbolo de amor y verdad para la vida en comunidad." En el "Stetsons and Bare Knees" Pathfinder Scout Annual 1960, Sydney R. Brown dice que: "En África Occidental, el apretón de mano izquierda es un símbolo de distinción reservado para el jefe y sus seguidores más cercanos. Fue BP quien introdujo este saludo como un privilegio de los scouts. Esta tradición afirma que los scouts se saludan con la mano izquierda ya que ésta es la "mano del corazón". La explicación de la mano izquierda como "mano del corazón" es tardía en el desarrollo del Movimiento Scout y fue probablemente incluida como una necesidad, ya que existía en la organización una gran confusión debido a las diversas explicaciones del saludo, con al menos dos versiones atribuidas a Baden-Powell. ¡Finalmente la versión "oficial" aumentó la confusión! Verdaderamente, ¿cuál fue el origen real del apretón de zurda? Brian Morris en un artículo publicado en el "Journal of Contemporary History" de 1970 sugiere que el origen del apretón de mano izquierda adoptado por los boy-scouts fue otra de las ideas que Baden-Powell tomó de Seton. Seton había usado este saludo con los "Woodcraft Indians" y lo ilustró en uno de sus libros aparecido en 1901 ("The Lives of the Hunted"), mientras que Baden-Powell no lo mencionó en sus primeros papeles sobre scouts en 1904 ni en la "Boys Brigade Scout Scheme" de 1906. El saludo con la zurda aparece luego que Baden-Powell comienza a cartearse con Ernest Thompson Seton. Verdaderamente, día a día descubrimos todo lo que debemos a Ernest Thompson Seton. Sin él, el escultismo no se hubiera convertido en lo que es: el movimiento juvenil más importante del mundo.